# Kommuninvest
Kommuninvest är ett svenskt kommunalägt kreditmarknadsbolag som erbjuder svenska kommuner och svenska landsting finansieringslösningar i form av lån och finansiell rådgivning.
Kommuninvest består av två samordnade enheter: 
- Kommuninvest ekonomisk förening utgör ägarorganisationen och är en frivillig medlemssamverkan öppen för samtliga Sveriges kommuner och landsting.
- Kommuninvest i Sverige AB är föreningens kreditmarknadsbolag som erbjuder medlemmarna krediter och finansiell rådgivning.

## Historik
Kommuninvest grundades 1986 av 9 kommuner och landstinget i Örebro län. Bakgrunden var att kärv ekonomi under 1970- och 1980-talet drivit Sveriges kommuner att i vidgad omfattning efterfråga krediter. Samtidigt var höga räntor ett problem i en tid då kapital- och penningmarknaden gick igenom stora förändringar. Man hade svårt att uppnå tillräckligt attraktiva lånevillkor, trots att det ansågs säkert att låna ut till svenska kommuner.
För att effektivisera sin upplåning bildade man ett gemensamt ägt och garanterat bolag genom vilket man började sköta sin upplåning. Efter en tid började kommuner utanför Örebro höra av sig och ville vara en del av bolaget. Ägarna tyckte att det var en god idé att vidga kretsen, men för det krävdes en ny ägandeform. 
1992 bildades därför Kommuninvest ekonomisk förening för att äga aktierna i bolaget. Vid samma tidpunkt bytte bolaget namn till Kommuninvest i Sverige AB. Sedan 1993 har alla Sveriges kommuner och landsting haft möjlighet att ansöka om medlemskap i Kommuninvest ekonomisk förening. 

## Kommuninvest ekonomisk förening
Syftet med föreningen är ”att skapa långsiktigt bästa villkor för svenska kommuner och landstings finansiella verksamhet.” 
Hösten 2024 var 296 av Sveriges 310 kommuner och regioner medlemmar i Kommuninvest ekonomisk förening.

### Solidarisk borgen
Alla medlemmar i Kommuninvest ekonomisk förening ställer ut en explicit garanti, i form av en solidarisk borgen, för de åtaganden som görs av kreditmarknadsbolaget Kommuninvest i Sverige AB. Borgensformen innebär att samtliga medlemmar ytterst garanterar Kommuninvests verksamhet.

## Kommuninvest i Sverige AB
Kommuninvest i Sverige AB är ett kreditmarknadsbolag - helägt av Kommuninvest ekonomisk förening – som erbjuder ägarna effektiv finansförvaltning med fokus på utlåning och rådgivning. Utlåning och rådgivning sker endast till medlemmar i Kommuninvest, medlemmarnas majoritetsägda företag samt interkommunala samarbetsorganisationer, om alla dess medlemmar också är medlemmar i Kommuninvest, och sker utan enskilt vinstintresse. 
Verksamheten finansieras genom upplåning på både den svenska och den internationella kapitalmarknaden. Kommuninvests upplåning har lägsta möjlig riskvikt (BIS 0 procent). 
Kommuninvest i Sverige AB har högsta möjliga kreditrating av kreditvärderingsinstitut som Standard & Poor’s som Moody’s – Aaa respektive AAA. 
Bolaget har sitt säte i Örebro och hade vid årsskiftet 2012 60 anställda. 

## Nordiska motsvarigheter
Kommuninvest är medlem i NLGFA (Nordic Local Government Funding Agencies) där man bedriver samarbete med sina nordiska motsvarigheter. 
Övriga medlemmar i NLGFA är
- Kommunekredit, Danmark
- Kuntarahoitus (MuniFin), Finland